# ヒャルマル・アンデション
ヒャルマル・アンデション (Hjalmar J. Andersson、1889年7月13日 - 1971年11月2日)は、スウェーデンの陸上競技選手。1912年ストックホルムオリンピックの金メダリストである。

## 経歴
アンデションは、1912年ストックホルムオリンピックの個人クロスカントリーで、フィンランドのハンネス・コーレマイネンに次いで銀メダルを獲得した。さらに、ヨーン・エーケとヨセフ・テルンストレームとチームを組み挑んだクロスカントリー団体では、コーレマイネンら強豪がそろっていたフィンランドを下し金メダルを獲得した。